# 国際連合安全保障理事会決議83
国際連合安全保障理事会決議83（こくさいれんごうあんぜんほしょうりじかいけつぎ83）は、1950年6月27日に国際連合安全保障理事会で採択された決議。
北朝鮮軍による大韓民国への攻撃が平和に対する違反であると判断し、北朝鮮当局に対し、敵対行為の即時停止と、武装勢力を38度線まで撤退させることを求めた。また、北朝鮮が安保理決議82を遵守していないことや、国際的な平和と安全を回復するために緊急の軍事的措置が必要であることを述べた、国連朝鮮委員会の報告書にも言及した。そして、「国際連合加盟国は、武力攻撃を撃退し、この地域の国際的な平和と安全を回復するために必要な援助を大韓民国に提供する」ことを勧告した。
決議は賛成7、反対1で採択された。反対票はユーゴスラビアによるものである。エジプトとインドは会合には出席したが、投票には参加しなかった。ソビエト連邦は1950年1月以降、中国の国連における代表権が中華人民共和国ではなく中華民国に割り当てられていることに抗議して国連の全ての会合をボイコットしていたため、この安保理の会合にも出席しておらず、ソ連の拒否権は行使されなかった。